# Gütesicherung beim Schmelzschweißen
Die Gütesicherung beim Schmelzschweißen umfasst alle Maßnahmen zur Sicherung der gewünschten Verbindungsqualität.
Beim Schweißen werden besondere Anforderungen an die Qualitätssicherung gestellt. Da eine nachträgliche Prüfung am Produkt nicht in vollem Umfang den Nachweis erbringen kann, dass die geforderten Qualitätsnormen erfüllt werden, fällt das Schweißen unter den Begriff "Spezieller Prozess" der Norm DIN EN ISO 9000. Um die Vorgaben dieser Norm auf den speziellen Prozess "Schweißen" zu übertragen, hat man die eigene Normenreihe DIN EN ISO 3834ff zusammengestellt. Darin wird auch die bestehende Praxis eigenverantwortlicher Qualitätssicherung berücksichtigt.

## Normenreihe DIN EN ISO 3834ff

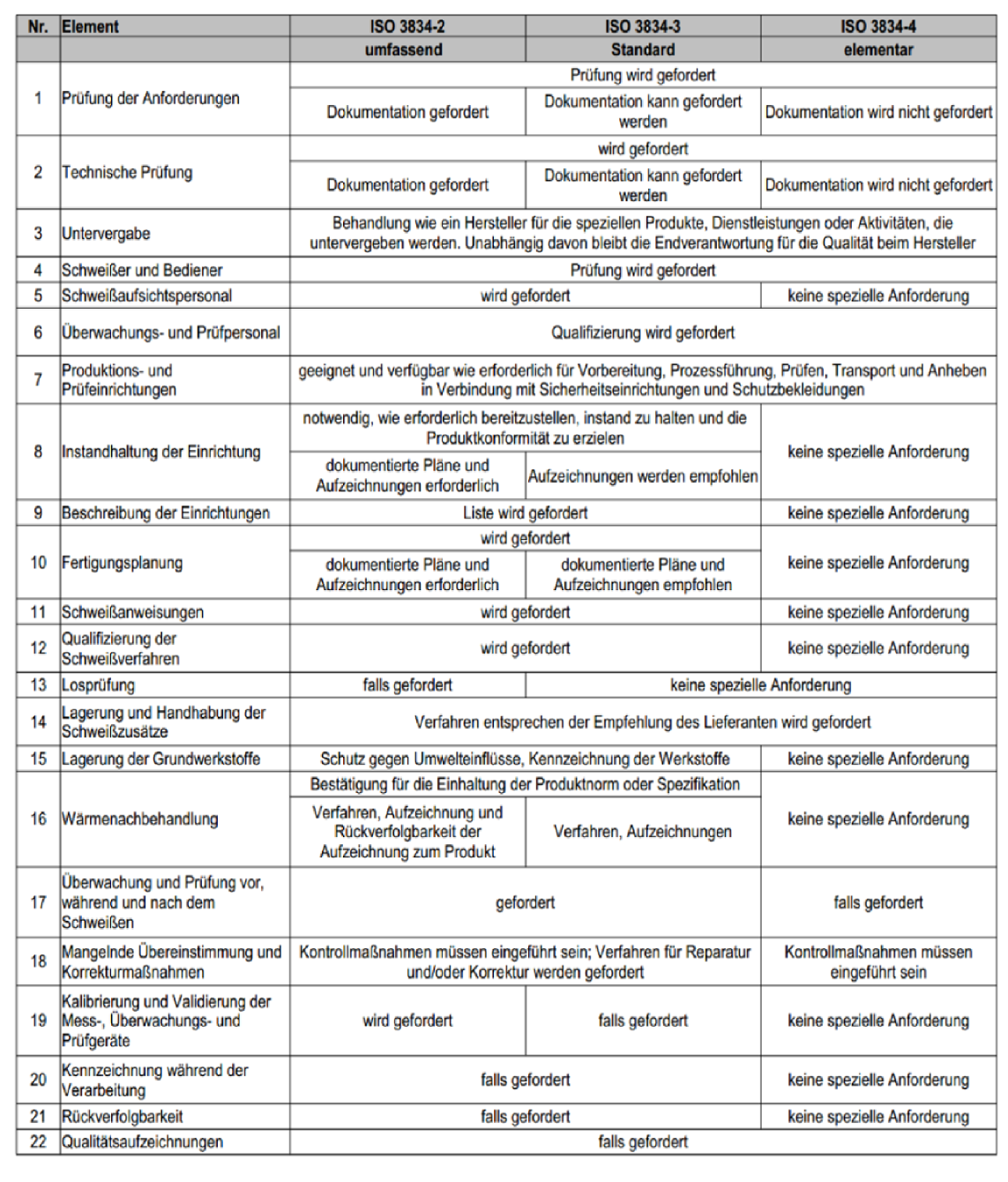
Kriterien für die Auswahl von Stufen der Qualitätsanforderungen nach DIN EN ISO 3834-1

Je nach Art der schmelzgeschweißten Bauteile und Konstruktionen, die ein Hersteller produziert, werden drei unterschiedliche Stufen von Qualitätsanforderungen definiert. Das gilt für die Fertigung in Werkstätten und auf Baustellen. Für jede der drei Anforderungsstufen (umfassend, Standard oder elementar) werden Aussagen getroffen, welche Elemente des Qualitätssicherungsprozesses ein QM-System vom Angebot über die Entwicklung, Konstruktion, Fertigung bis zur Abnahme durch den Kunden in welchem Umfang erfüllen muss.
DIN EN ISO 3834ff besteht aus folgenden Teilen:
Teil 1: Kriterien für die Auswahl der geeigneten Stufe der Qualitätsanforderungen. Er beinhaltet die Kriterien für die Auswahl der Nachweisstufe in Abhängigkeit von den schweißtechnischen Anforderungen und nennt Aspekte bei der Auswahl der geeigneten Stufe der Qualitätsanforderungen wie:
- Umfang und Bedeutung kritischer Produkte hinsichtlich ihrer Sicherheit,
- Vielschichtigkeit der Herstellung,
- Bereich der hergestellten Produkte,
- Bereich der unterschiedlichen verwendeten Werkstoffe,
- Umfang des Auftretens metallurgischer Probleme,
- Umfang des Auftretens von Unregelmäßigkeiten.

Teil 2: Umfassende Qualitätsanforderungen
Das Unternehmen muss ein QM-System mit angemessener Dokumentation einrichten. Im Audit durch die anerkannte Stelle muss der Nachweis erbracht werden, dass das QM-System
- durch die Geschäftsleitung als verbindlich erklärt wurde,
- alle Elemente der Norm angemessen dokumentiert und erfasst wurden,
- allen Mitarbeitern bekannt ist,
- von allen Mitarbeitern beachtet wird
- durch Aufzeichnungen angemessen nachgewiesen wird.

Es müssen personelle Voraussetzungen erfüllt werden:
- Eine Schweißaufsichtsperson, die entsprechend dem Anwendungsbereich über umfassende Kenntnisse im Bereich der Konstruktion, Fertigung und Prüfung von geschweißten Bauteilen verfügt (z. B. International Welding Engineer) muss vorhanden sein. Ihr muss die entsprechende Verantwortung und die Befugnisse entsprechend DIN EN ISO 14731 klar zugeteilt werden.

- Es werden Schweißer mit gültiger Prüfbescheinigung nach DIN EN ISO 9606ff[4][5] und bei vollmechanischen und automatischen Schweißverfahren Maschinenbediener mit gültiger Bescheinigung nach DIN EN ISO 14732[6] verlangt.

- Für zerstörungsfreie Prüfungen ist zertifiziertes Prüfpersonal nach DIN EN ISO 9712 erforderlich.

Teil 3: Standard-Qualitätsanforderungen
- Es muss ein QM-System als QM-Handbuch oder in Form als Verfahrens- und Arbeitsanweisungen vorhanden und dokumentiert sein und bei einem Audit das Zusammenwirken der Abläufe nachgewiesen werden.

- Eine Schweißaufsichtsperson mit für den Anwendungsbereich erforderlichen Standardkenntnissen im Bereich der Konstruktion, Fertigung und Prüfung von geschweißten Bauteilen muss verfügbar sein (z. B. European Welding Spezialist). Ihr müssen die Verantwortung und Befugnisse entsprechend der Norm DIN EN ISO 14731 klar zugeteilt sein.

- Es werden Schweißer mit gültiger Prüfbescheinigung nach DIN EN ISO 9606ff[4][5] und bei vollmechanischen und automatischen Schweißverfahren Maschinenbediener mit gültiger Bescheinigung nach DIN EN ISO 14732[6] verlangt.

- Für zerstörungsfreie Prüfungen ist zertifiziertes Prüfpersonal nach DIN EN ISO 9712 erforderlich.

Teil 4: Elementare Qualitätsanforderungen
- Eine Schweißaufsichtsperson im Sinne der DIN EN ISO 14731 ist nicht zwingend erforderlich. Der Hersteller hat aber schweißtechnische Verantwortung für die Fertigung und muss deshalb Grundkenntnisse der schweißtechnischen Qualitätsanforderungen für die jeweils erforderliche Fertigungsüberwachung besitzen. Diese Verantwortung kann auf von ihm ausgesuchte, geeignete Personen übertragen werden und muss schriftlich festgelegt sein.

- Es werden Schweißer mit gültiger Prüfbescheinigung nach DIN EN ISO 9606ff[4][5] und bei vollmechanischen und automatischen Schweißverfahren Maschinenbediener mit gültiger Bescheinigung nach DIN EN ISO 14732[6] verlangt.

Teil 5: Dokumente, deren Anforderungen erfüllt werden müssen, um die Übereinstimmung mit den Anforderungen nach ISO 3834-2, ISO 3834-3 oder ISO 3834-4 nachzuweisen.

## Anwendungsbereiche
Durch die Normen zur Qualitätssicherung in den verschiedenen schweißtechnischen Anwendungsbereichen werden Qualitätssicherungssysteme nach der Normenreihe DIN EN ISO 3834 gefordert. Das betrifft zum einen den bauaufsichtlichen Bereich (Stahlbau) mit der DIN EN 1090-2, den Druckgerätebau nach AD 2000 HP0 oder den Schienenfahrzeugbau mit der DIN EN 15085-2.
Für den Schiffbau regeln die Vorschriften und Richtlinien des Germanischen Lloyd GL II-3 Werkstoffe und Schweißtechnik – Schweißen  die Verfahrensvoraussetzungen, -durchführung und die Qualitätssicherung.